# P형 반도체
P형 반도체란 주요 전하 운반자(나르개)로 양공 (홀)이 사용되는 반도체이다. 양의 전하를 가지는 양공이 나르개로서 이동해서 전류가 생긴다. p형 반도체는 실리콘과 동일한 14족 원소의 진성 반도체에, 미량의 13족 원소 (붕소, 알루미늄등)을 불순물로 첨가해서 만들어진다. 14족 원소보다 원자가 전자가 하나 적은 13족 원소를 첨가하게 되면 반도체에 양공이 생기게 된다. 이때 외부에서 에너지를 가하면 양공 가까이에 있는 전자가 양공을 메우기 위해 이동하고 이 과정에서 양공이 이동하여 전류가 흐르게 된다.(전자가 이동하면 이동하기 전의 자리가 양공이 되므로 양공이 이동하는 것처럼 보이고 그 방향은 전류의 방향과 같다.)
- P형 반도체를 만들기위한 불순물을 억셉터라고 하며, 이 불순물에 의해서 형성된 준위를 억셉터 준위라고 한다.
- 양의 (positive) 전하를 가지는 정공이 다수 캐리어인 것으로부터, positive의 머리글자를 취해서 P형 반도체로 불린다.
- 전자공학에서는 p형 반도체라고도 표기된다. (일본 공업규격 (JIS))

## 같이 보기
- 반도체
- N형 반도체
- 트랜지스터